# Paula Iglesias
Paula Iglesias Campos (Valencia, 1990) es una médica, sicóloga y activista por los derechos de las personas LGBTI+ española. Desde 2024 es presidenta de la Federación Estatal de Lesbianas, Gais, Trans, Bisexuales, Intersexuales y más (FELGTBI+).

## Biografía
Paula Iglesias Campos nació en Valencia en 1990. Se licenció en Medicina, pero rechazó su plaza de médica interna residente para estudiar Psicología. Al finalizar su segunda carrera, integró Salusex, un grupo de investigación sobre la promoción de la salud sexual en la población general y con diversidad funcional.
En 2009 inició su activismo a favor de los derechos de las personas LGBTI+, cuando se unió al Grupo Joven del colectivo Lambda de Valencia. Tres años después, en 2012, fue designada coordinadora del Grupo Joven de la FELGTBI+. También, entre 2018 y 2021, fue vocal de Políticas Estratégicas bajo la presidencia de Uge Sangil.
En 2021 alcanzó la vicepresidencia de la Federación estatal de lesbianas, gais, trans, bisexuales, intersexuales y más.
En 2024, durante el X congreso de la federación estatal, y tras la votación de las más de 50 entidades que conforman la FELGTBI+, fue elegida presidenta de la organización, lo que la convirtió en la persona más joven en ostentar dicho cargo. Su principal objetivo durante su mandato es conseguir la aprobación de un Pacto de Estado contra los discursos de odio, y trabajar por cuestiones pendientes de la lucha del colectivo LGBTI+, como el reconocimiento de las personas no binarias y la prohibición de cirugías a menores intersexuales.